# Wolne sędziostwo
Wolne sędziostwo, wolny sędzia – historyczna nazwa określająca dziedziczny majątek ziemski należący do tzw. wolnego sędziego (niem. Freirichter). Wolnym sędzią był zasadźca. Wspierał on osadnictwo własnym majątkiem; otrzymywał za to funkcję sołtysa, a tym samym zwolnienie od podatków i przywileje, takie jak prawo do wyszynku i prawo do sądzenia. Termin ten stosowano na ziemi kłodzkiej, gdzie wolni sędziowie u schyłku średniowiecza stanowili odrębny stan, mający większe przywileje, niż szlachta.
Wolnym sędziom podlegał wiejski wymiar sprawiedliwości, a do ich obowiązków należało prowadzenie księgi ławników (Schoeppenbuch), w której zapisywano wyroki sądowe i akty sprzedaży dokonywane we wsi.
Ostatnie wolne sędziostwo przetrwało do XIX wieku w Kłodnie w gminie Lądek-Zdrój (obecnie przysiółek Kątów Bystrzyckich).